# Wagner-Festtage Leipzig
Die Wagner-Festtage Leipzig sind eine jährlich in der Woche um den Geburtstag des Komponisten Richard Wagner stattfindende Kulturveranstaltung in Leipzig.

## Charakter
Die Wagner-Festtage Leipzig wollen an den in Leipzig geborenen Komponisten mit vielfältigen und multimedialen Veranstaltungen erinnern. Im Mittelpunkt der Veranstaltungen stehen neben der Musik auch das Leben und Wirken des Komponisten mit Lesungen, Ausstellungen, und Diskussionen. Sie finden an unterschiedlichen Orten statt, unter anderem im Gewandhaus, der Thomaskirche, dem Museum der bildenden Künste, dem Opernhaus und dem Schauspielhaus Leipzig. Wichtig für das Konzept der Leipziger Wagner-Festtage ist darüber hinaus die Einbeziehung ungewöhnlicher Spielstätten wie stillgelegter Industriebauten, Kinos und anderer eher von der Off-Szene der Stadt genutzter Orte. Die programmatische Vielfalt reicht von Oper bis Kabarett und Happening.
Mittlerweile haben sich die Wagner-Festtage Leipzig fest im Musikleben der Stadt etabliert – sie bilden mit ihrem jugendlichen, unkonventionellen Charakter neben dem Bachfest Leipzig und den Mendelssohn-Festtagen einen jährlichen Höhepunkt der Leipziger Festivalkultur. Von 2006 bis 2010 verdoppelten sich jährlich etwa die Besucherzahlen.

## Themen
- 21.–22. Mai 2006, Heimat: Taufe des Fockebergs auf den Namen Grüner Hügel. Mit den Veranstaltungen wagner:brühe, wagner:wort und wagner:vorspiel bekommt Richard Wagner in seiner Geburtsstadt eine neue Heimat.
- 18.–22. Mai 2007, Facettenreichtum: Einführung der Veranstaltung Wagner Lounge, die mit musikalischen Improvisationen und Anekdoten besonders Gäste ansprechen soll, die eher einen unkonventionellen Zugang zu Richard Wagner suchen. Konzertante Aufführung der Meistersinger im Schauspielhaus Leipzig. Mit der Fuge Dein ist das Reich erklingt erstmals ein Wagner-Werk in einer Motette der Leipziger Thomaner.
- 14.–23. Mai 2008, Auseinandersetzung mit Wagner: Richard Wagner und das Judentum, Wagner und Filmmusik im Leipziger Gewandhaus. Erfolgreiche und etablierte Veranstaltungen wie die Wagner Lounge oder Treffen auf dem Grünen Hügel werden fortgesetzt. Mit der Ring-Demo in der Reformierten Kirche wird am innerstädtischen Ring mit Ausschnitten aus den vier Opern des Rings für den Ring im Jahr 2013 in Leipzig demonstriert.
- 17.–23. Mai 2009, Auseinandersetzung mit Wagner: Richard Wagner als junger Komponist, Richard Wagner im familiären und künstlerischen Umfeld. Eröffnungsveranstaltung mit Grundsteinlegung des Festspielhauses und Präsentation der Wagner-Hymne (Komposition Stephan König, Text: Andreas Reimann, Musiker: Kinderchöre der Stadt Leipzig, u. a. GewandhausKinderchor, Kinderchor der Oper Leipzig, Thomanerchor, Schola Cantorum).
- 16.–24. Mai 2010, Auseinandersetzung mit Wagner. Eröffnungsveranstaltung „Wagner – eine Baustelle“ auf dem Grünen Hügel, wo bis zum Wagner-Jubiläum 2013 ein Festspielhaus entstehen soll. Veranstaltungen diesmal u. a. in der Schaubühne Lindenfels, „Wagner Lounge“ im Westwerk, Aufführung „Walküre – 1.Akt“ unter Leitung von David Timm im Westwerk, Motette der Thomaner zum 197. Geburtstag in der Leipziger Thomaskirche, Theateraufführung im Theaterhaus des Evangelischen Schulzentrums und ein Denkmal-Benefiz-Konzert in der Alten Handelsbörse.
- 14.–22. Mai 2011, Eröffnung mit Wagner-Konzerten – Liveübertragung aus der Metropolitan Opera New York; traditionelles Happening auf Leipzigs „Grünem Hügel“, dem Fockeberg, mit Richtfest für ein imaginäres Festspielhaus; dreidimensionales Livehörspiel SIEGFRIED von und mit Stefan Kaminski, Puppenspiel und Kabarett zum Thema Wagner, Vortrag von Nike Wagner zum Verhältnis von Liszt und Wagner; Aufführung Wesendonck-Lieder, 3. Akt der Oper Siegfried
- 16.–22. Mai 2012, Eröffnung mit der „Schlüsselübergabe zum Festen Spielhaus“ für ein imaginäres Festspielhaus auf Leipzigs „Grünem Hügel“, dem Fockeberg; Wagner Lounge #6 mit Axel Thielmann; Speakers’ Cube – prominente Leipziger sprechen am noch unvollendeten Leipziger Wagner-Denkmal von Stephan Balkenhol zu ihrem Verhältnis zu Wagner; Konzert „Missbrauchte Musik“ im Bundesverwaltungsgericht mit dem Mendelssohnorchester Leipzig (Ltg. David Timm) mit einem Einführungsvortrag von Robert Schneider; Festkonzert zum 199. Geburtstag Wagners, 3. Aufzug Götterdämmerung.
- 19.–29. Mai 2013, „FestSpielhaus-Eröffnung“ für ein imaginäres Festspielhaus auf Leipzigs „Grünem Hügel“, dem Fockeberg; Wagner Lounge #7 mit Axel Thielmann; Götterdämmerung in der Inszenierung von Joachim Rathke, Musikal. Leitung: David Timm.
- 22.–25. Mai 2014, Festkonzert zum 201. Geburtstag Richard Wagners, Ouvertüren von R. Wagner und F. Mendelssohn Bartholdy & 3. Akt Tannhäuser (1845), Mendelssohnorchester Leipzig (Ltg.: David Timm).

## Richard-Wagner-Gesellschaft Leipzig 2013
Träger der Wagner-Festtage Leipzig ist die Richard-Wagner-Gesellschaft Leipzig 2013. Sie wurde am 7. November 2002 mit der Absicht gegründet, den in Leipzig geborenen Komponisten Richard Wagner u. a. in Vorbereitung auf seinen 200. Geburtstag im Jahr 2013 in seiner Heimatstadt neu zu etablieren. Neben der Veranstaltung der Wagner-Festtage Leipzig engagiert sich der Verein gemeinsam mit anderen Leipziger Institutionen für die Schaffung einer neuen multifunktionalen Begegnungsstätte, die sowohl kulturell als auch wirtschaftlich genutzt werden kann. Darüber hinaus möchte sich der Verein mit bekannten und unbekannten Zeitgenossen Richard Wagners und dessen Einfluss auf Wagners Wirken auseinandersetzen und Gedanken dazu an die Öffentlichkeit weitertragen.

### Ehrenmitglieder
- Georg Christoph Biller, ehemaliger Thomaskantor
- die Musikwissenschaftler Werner Wolf und Johannes Forner
- Joachim Herz, Regisseur
- Hannelore Hilbig
- Peter Konwitschny, (Opern-)Regisseur
- Martin Petzold, Sänger
- Udo Reiter, Intendant des Mitteldeutschen Rundfunks
- Bernd Weikl, Sänger und Opernregisseur

### Gründungsmitglieder
- Philipp J. Neumann, Regisseur
- Jan Peter, Regisseur
- David Timm, Universitätsmusikdirektor der Universität Leipzig